# Kelletia kelletii

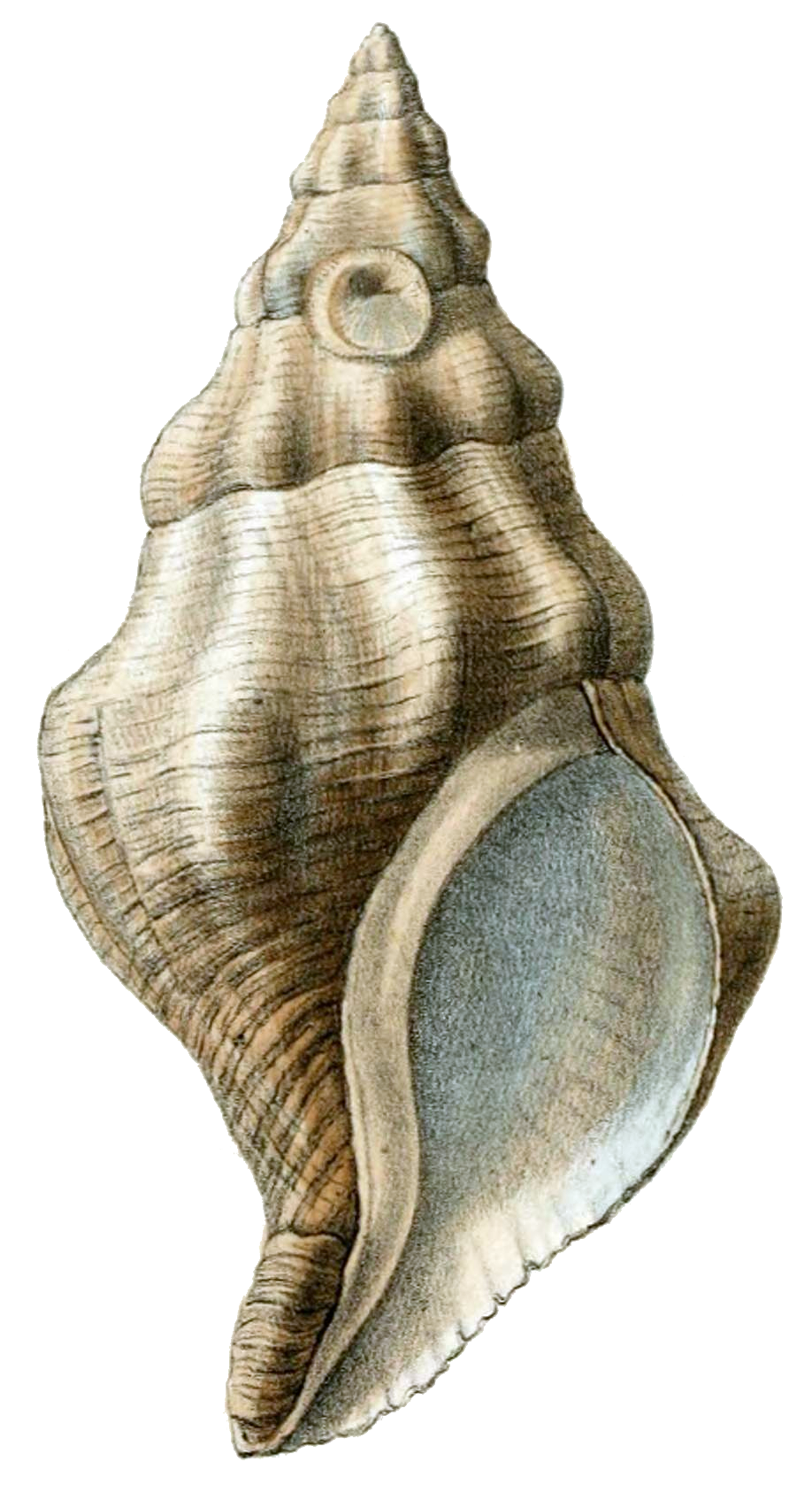
Gehäuse von Kelletia kelletii, William Hellier Baily.

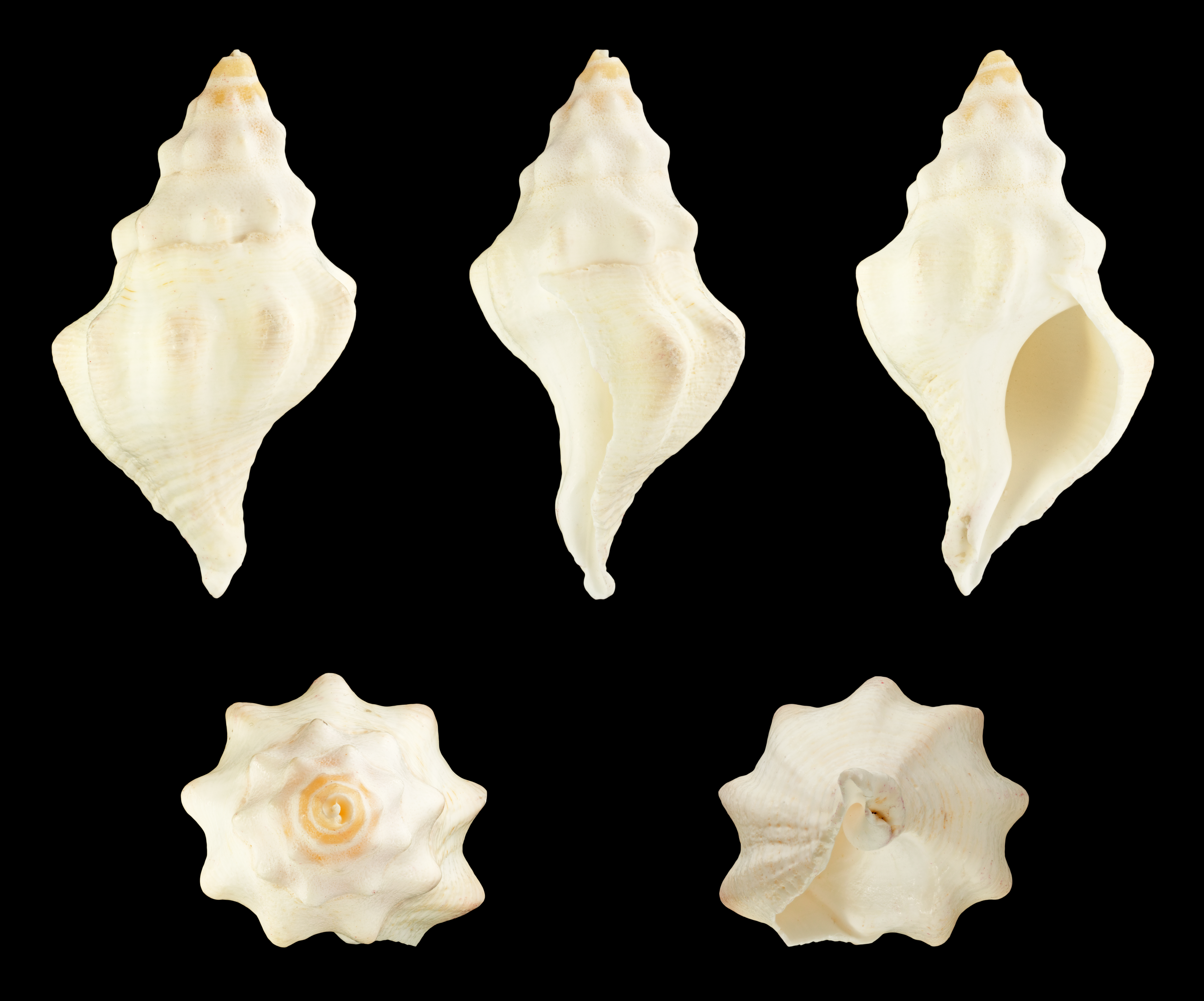
Gehäuse von Kelletia kelletii.

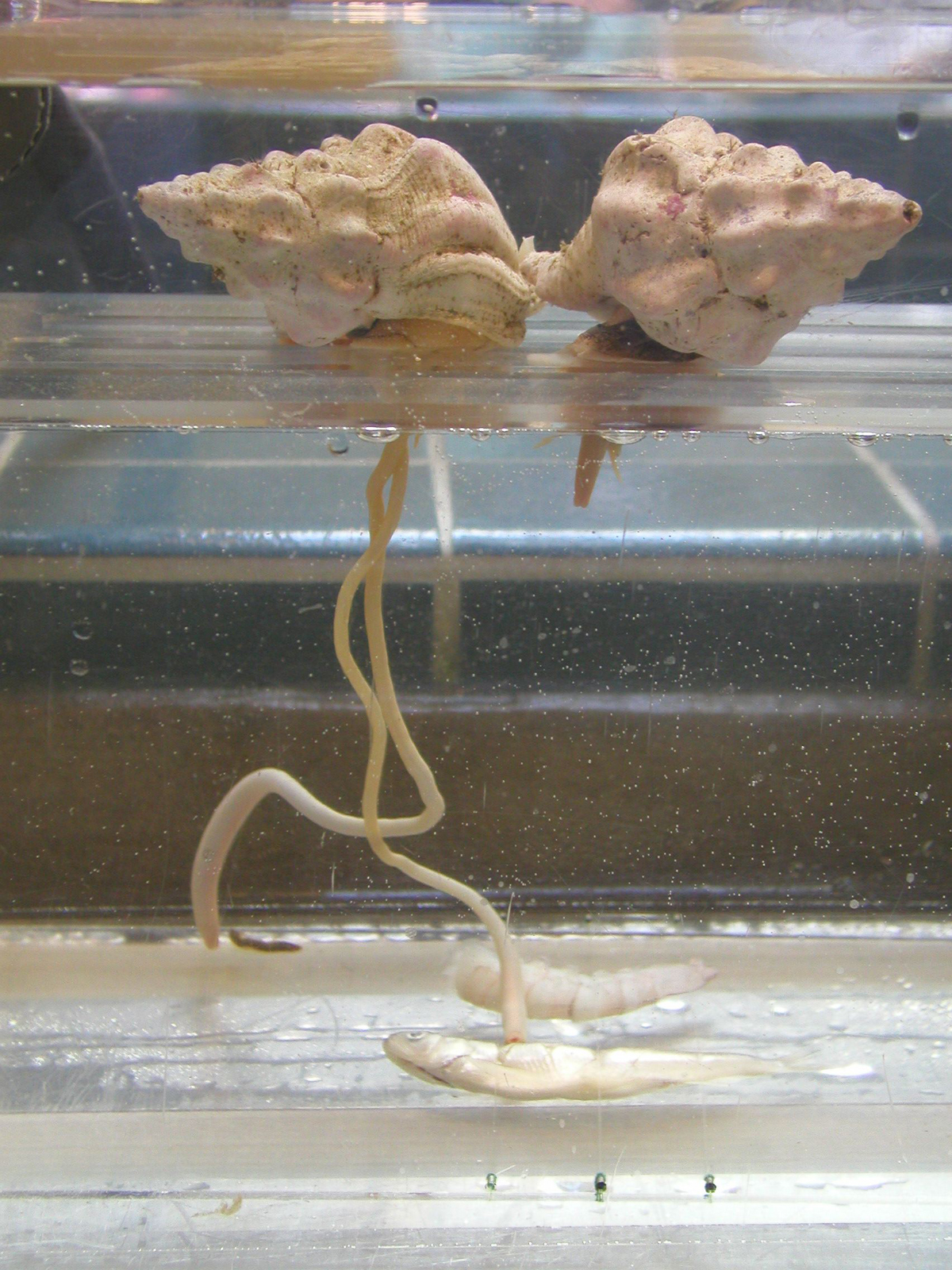
Um an schwer erreichbares Futter – hier: tote Fische – zu gelangen, kann Kelletia kelletii ihre Proboscis weit ausfahren.

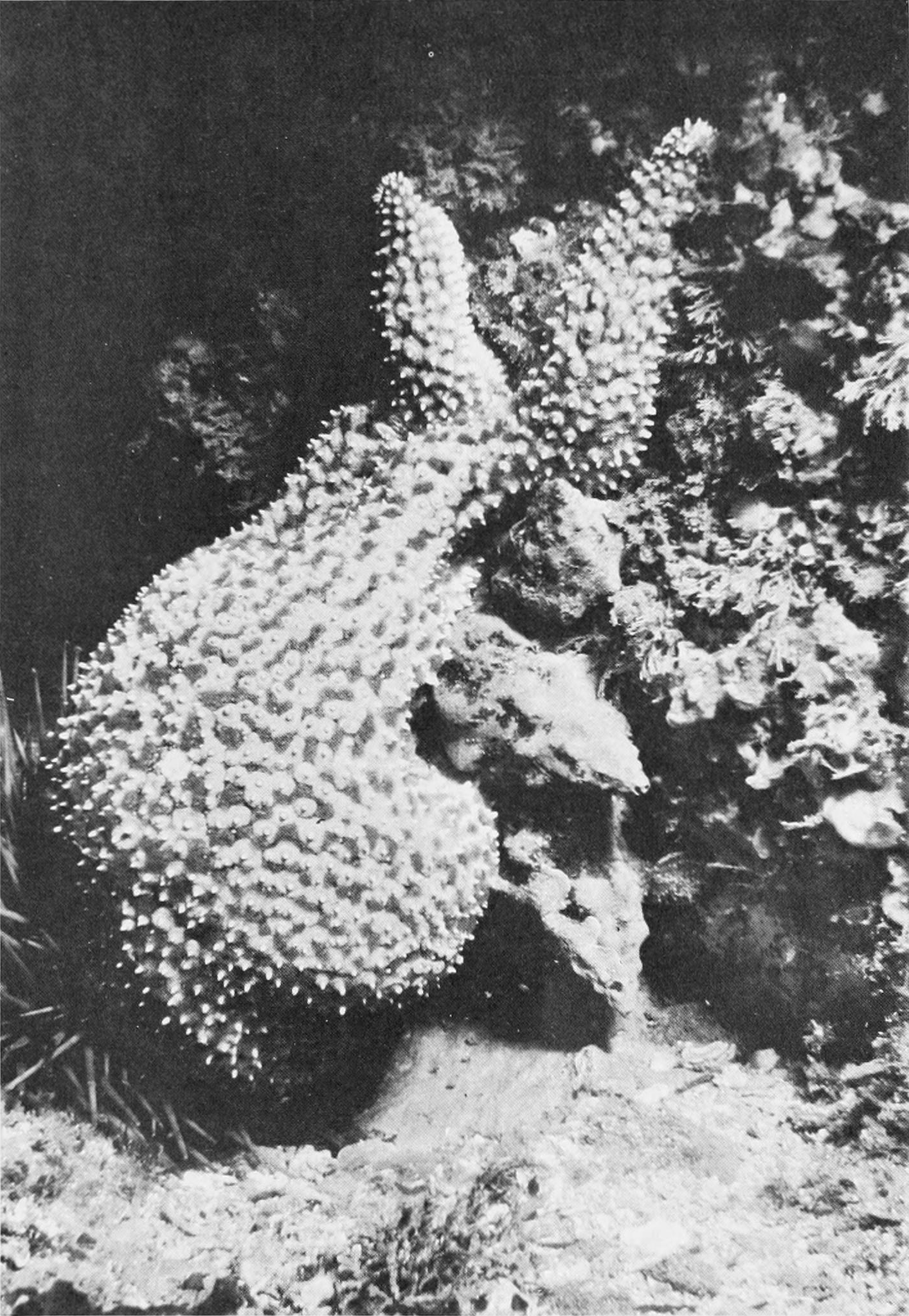
Der Seestern Pisaster giganteus frisst eine Muschel Chama pellucida, während drei Kelletia kelletii mit ihren Proboscides auch an das Muschelfleisch gelangen wollen.

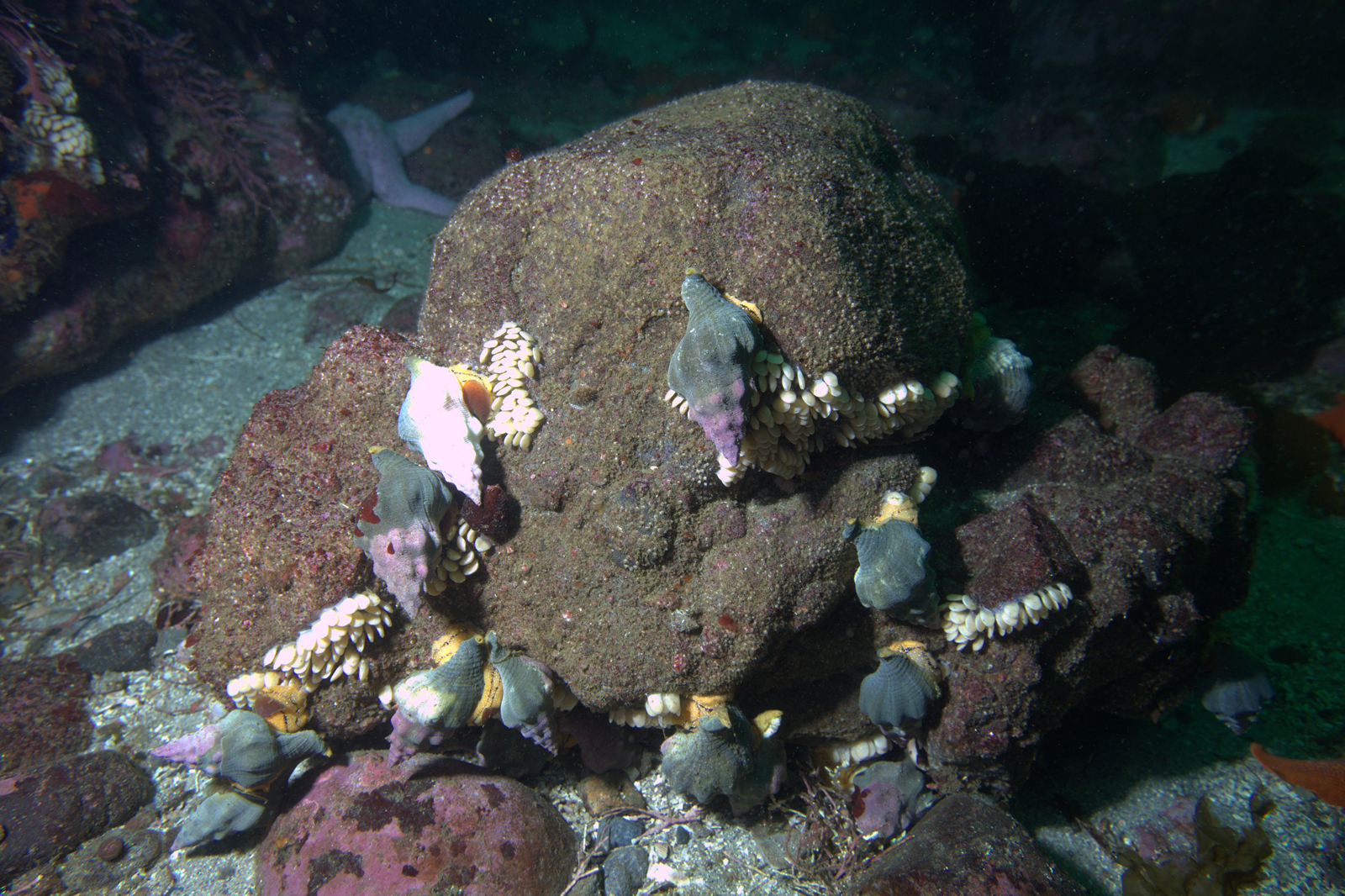
Eine Gruppe von Kelletia kelletii legt Eikapseln ab.

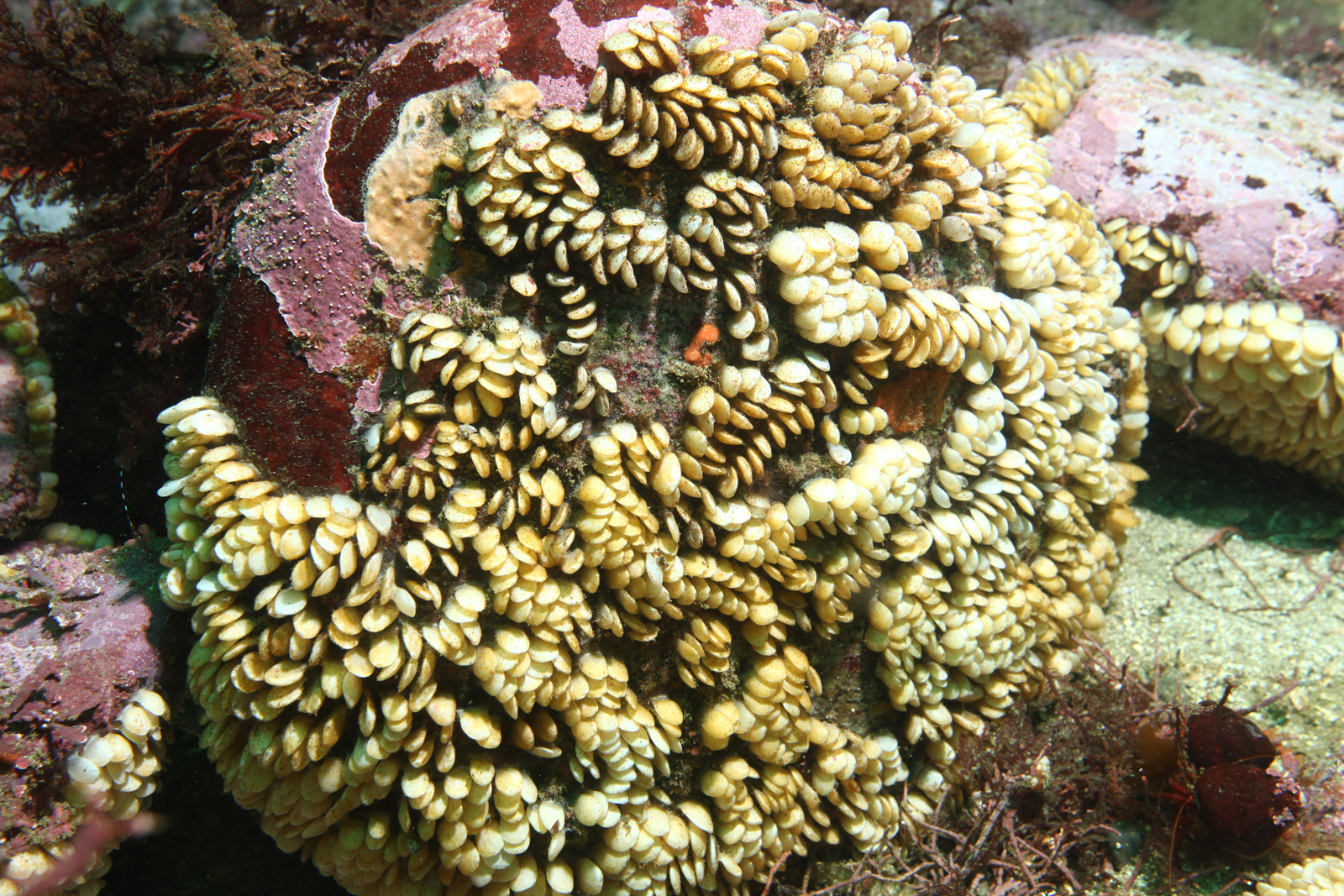
Eikapseln von Kelletia kelletii.

Kelletia kelletii ist eine große Schneckenart aus der Familie der Hornschnecken (Buccinidae), die an der Küste Kaliforniens beheimatet ist.

## Merkmale
Das rechtsgewundene, spindelförmige, weißliche Schneckenhaus von Kelletia kelletii hat etwa 6 Umgänge und erreicht eine Länge von etwa 17,5 cm. Es weist eine kurvige Naht auf und läuft in einen langen Siphonalkanal aus. Die Oberfläche des dickwandigen Gehäuses ist mit markanten Nuckeln versehen. Es ist oft mit Moostierchen, Schwämmen und Algen bewachsen. Der Protoconch von Kelletia kelletii hat einen halben bis anderthalb Umgänge und eine abgerundete Spitze.

## Fortpflanzungszyklus
Kelletia kelletii zeigt Sexualdimorphismus: Bei Paarungen sind die Weibchen deutlich größer als die Männchen. Weibchen werden bei einer Gehäuselänge von 6,5 cm bis 7 cm geschlechtsreif, Männchen dagegen bereits bei 5 cm bis 6 cm.
Etwa 15 bis 20, bisweilen aber auch etwa 200 bis 300 Weibchen und Männchen kommen jährlich zur Paarung, bei der das Männchen das Weibchen mit seinem Penis begattet, in größeren Gruppen zusammen. Die Eikapseln werden im März, April und Mai abgelegt.
Die ovalen Eikapseln werden in größeren Gelegen aufrecht auf hartem Untergrund abgelegt – Felsen, Molluskenschalen oder auch Schalen von Artgenossen –, wobei vermutlich Stellen bevorzugt werden, an denen sich bereits Eikapseln befinden. Die Eiablage kann nur einen oder auch mehrere Tage dauern. Die Eikapseln sind je nach Größe des Weibchens 6 mm bis 9 mm hoch und enthalten etwa 400 bis 1200 Eier, gelegentlich bis zu 2200 Eier.
Die Embryonen entwickeln sich zunächst in der Kapsel und verlassen diese etwa 30 bis 34 Tage nach Eiablage bei 14 bis 17 °C. Sodann leben sie mehrere Wochen als pelagische, Plankton fressende Veliger-Larve. Dabei sind die schlüpfenden Veliger-Larven umso größer, je kleiner die Eikapsel ist.
In Laboruntersuchungen metamorphosierte ein Drittel der Larven im Alter von 5 bis 9 Wochen in Anwesenheit von Felsen mit der Wurmschnecke Petaloconchus montereyensis, doch alle Larven im Alter von 8 bis 9 Wochen bei hohen Konzentrationen von Kaliumchlorid. Hieraus wird auf eine pelagische Larvenzeit von etwa fünfeinhalb bis neun Wochen geschlossen.
Kelletia kelletii wächst mit 7 mm bis 10 mm pro Jahr in der Zeit der bis zur Geschlechtsreife langsam und erreicht diese erst spät. Die Geschlechtsreife wird bei einer Gehäuselänge (vom Apex bis zur Spitze des Siphonalkanals) von etwa 6 cm erreicht. Danach verlangsamt sich das Wachstum weiter, und erst mit etwa 20 Jahren wird eine Gehäuselänge von etwa 9 cm erreicht.

## Verbreitung und Vorkommen
Kelletia kelletii lebt an der nordamerikanischen Pazifikküste zwischen Isla Asunción (Baja California) und Monterey (Kalifornien) in Tangwäldern, Felsenriffen und Übergängen zu Kies und Sand unterhalb der Gezeitenzone in Tiefen von 2 bis 70 m. An der südkalifornischen Küste ist sie auf Riffen unterhalb der Gezeitenzone sehr häufig. Jüngere Individuen leben versteckter als geschlechtsreife und vergraben sich im Substrat.

## Ernährung
Kelletia kelletii ist sowohl Räuber als auch Aasfresser. Sie kann hierzu ihre muskulöse Proboscis auf etwa die doppelte Gehäuselänge ausfahren und so Nahrung in Spalten oder im Substrat erreichen. Die Nahrung wird mithilfe der Radula abgeraspelt und durch saugende Pumpbewegungen von Muskeln in der Proboscis in den Darm befördert. Oft werden zahlreiche Individuen durch ein Stück Aas angelockt. In einem Fall fand Rosenthal (1971) vor Point Loma 85 Schnecken Kelletia kelletii, die an einem toten Fisch der Gattung Paralabrax fraßen.
Nach Untersuchungen von Rosenthal erbeutet Kelletia kelletii als Räuber unter anderem Polychaeten (Diopatra ornata, Phyllochaetopterus prolifica), Muscheln (Adula falcata, Lithophaga plumula, Pododesmus cepio), Schnecken (Petaloconchus montereyensis, die Turbanschnecken Tegula brunnea und – signifikant weniger – Tegula eiseni, die auch aktiv verfolgt werden, und die Kegelschnecke Conus californicus), Rankenfußkrebse (die Seepocke Megabalanus tintinnabulum) und Seescheiden (Styela montereyensis). Als Aasfresser wird sie offenbar von jeglicher Art toter oder verletzter, sterbender Tiere angelockt und frisst das Fleisch toter Muscheln (Chama pellucida, Hinnites multirugosus, Parapholas californica, Platyodon cancellatus, Ventricolaria fordii), Schnecken (Astraea undosa, Bursa californica, Jaton festivus), Kopffüßer (Loligo opalescens), Krebse (Panulirus interruptus, Taliepus nuttallii), Seesterne (Pisaster giganteus), Seeigel (Strongylocentrotus franciscanus, Strongylocentrotus purpuratus) und Fische (Paralabrax nebulifer, Sphyraena argentea).
Kelletia kelletii wurde von Rosenthal öfters in der Nähe des „Riesenseesterns“ Pisaster giganteus beobachtet, während dieser ein Beutetier fraß. Obwohl Pisaster giganteus auch Kelletia kelletii frisst, zeigt diese keine Fluchtreaktion. Verzehrt der Seestern gerade eine andere Beute, überwiegt offenbar der Vorteil für die Schnecke, an deren Fleisch zu gelangen. In der Regel sind es 2 oder 3 Schnecken, die mithilfe ihrer langen Proboscides dem fressenden Seestern einen Teil der Beute wegraspeln. Andere Seesterne, bei denen Kelletia kelletii als Kommensale mitfrisst, sind Dermasterias imbricata und Pisaster brevispinus.

## Fressfeinde
Seesterne gelten als Hauptfeinde von Kelletia kelletii, darunter auch Arten, bei denen sie als Kommensale auftritt – Pisaster giganteus und Pisaster brevispinus – sowie Astrometis sertulifera. Weitere Fressfeinde sind Kraken (Octopus bimaculatus), Mondschnecken (Lunatia lewisii), Fische (Rhacochilus vacca und der Hornhai Heterodontus francisci) und Seeotter.

## Name
Kelletia kelletii wurde erstmals 1850 unter dem Namen Fusus kelletii von dem Naturforscher Edward Forbes von der Isle of Man beschrieben. Mit dem Artepitheton und dem später vergebenen Gattungsnamen wird der Kapitän Henry Kellett geehrt, der die Expedition leitete, bei der das Typusexemplar gesammelt wurde.